# Campanario torcido

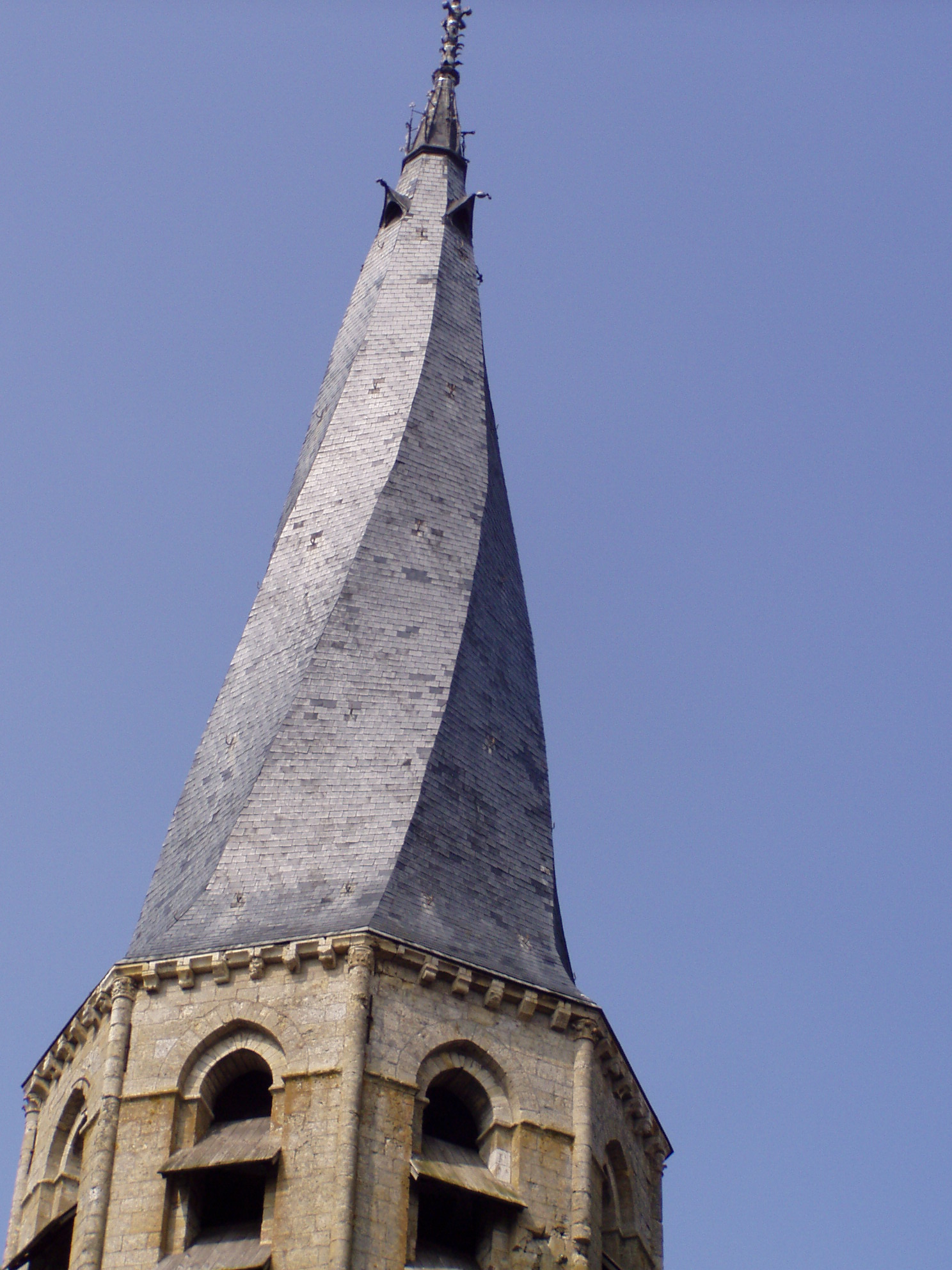
Campanario torcido de la iglesia de Notre-Dame en Puiseaux (Loiret)

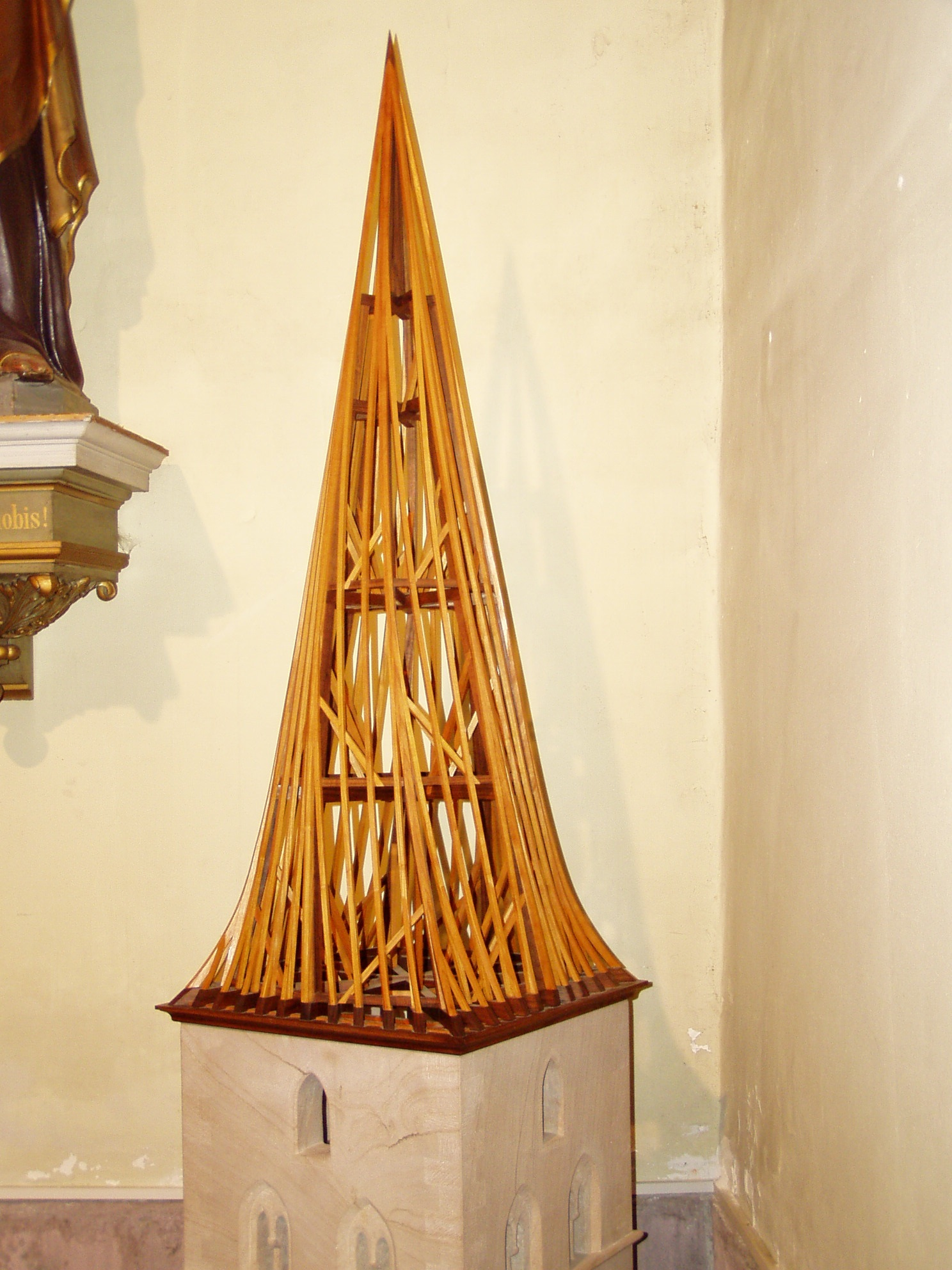
Maqueta del campanario de Niedermorschwihr

Un campanario torcido (en francés: clocher tors), también llameado (en francés: clocher flammé), trenzado o en espira, es una torre campanario que está rematada por una flecha torcida o en espiral, generalmente recubierta de pizarra. El campanario de estas iglesias consiste casi siempre en una torre de base cuadrada de piedra sobre la que reposa una cubierta de forma piramidal rematada por una flecha.
Hay unos cien campanarios de este tipo en Europa.

## Orígenes
La torsión del campanario puede tener dos orígenes:
- voluntaria: algunos campanarios se construyeron retorcidos para realizar una proeza arquitectónica. Se pueden citar entre ellos los de Mouliherne y de Fontaine-Guérin, en Maine-et-Loire, el de Treignac, en Corrèze, o el de Saint-Outrille, en Cher. También el de la casa de Compagnons du Devoir en Nantes, que es una verdadera obra de arte, una chef-d'œuvre compagnonnique. Una maqueta explica la construcción en el interior del edificio. En Alemania, el techo de una puerta de la ciudad de Duderstadt estaba ya torcido en el siglo XV y gira de derecha a izquierda. Hoy en día, una prueba que se hace pasar a los aprendices carpinteros de los compagnons du tour de France es construir un modelo con un campanario helicoidal.

- accidental: otros campanarios se han torcido con el tiempo, como el de la ciudad de Fougeré en Maine-et-Loire, que ha sufrido cuatro tornados en 40 años. Algunos arquitectos como Viollet-le-Duc pensaban que algunos campanarios se habrían vuelto helicoidales tras un mal secado de la madera. Se ha demostrado en efecto que la carpintería de algunos campanarios al envejecer se ha movido. El peso de la cobertura, cuando es demasiado, puede también finalmente inclinar la base de la estructura, provocando el hundimiento de la carpintería y el retorcimiento del campanario: este es el caso de Chesterfield, en Inglaterra, que está cubierto con placas de plomo.

## Principios de construcción de los campanarios octogonales en madera

### Campanarios octogonales
Numerosos campanarios torcidos con el tiempo son octogonales, es decir, que su flecha tiene ocho aguadas o paños. Son campanarios de ciudades de tamaño medio, ya que era una cuestión de costo. Cuando una parroquia de apenas 100 habitantes construía su iglesia, su campanario casi siempre era a dos o cuatro aguadas; si la parroquia superaba los 10 000 habitantes, se podía recurrir a artesanos especializados en este tipo de construcción.

### Constitución
Los campanarios octogonales de madera comprenden:      
- un puntal central, un pie derecho vertical dispuesto en el centro de la base. Es la pieza maestra del edificio y en él descansa el peso de la carpintería.
- diferentes moises. Un moise  es una pieza de madera que se pueden encontrar en muchos niveles de la flecha. Se fija entre cada cara de la cubierta y el puntal, y se usa para consolidar el conjunto de la carpintería.

- de puntales o travesaños, pièces de bois en forme de croix placées entre deux niveaux de bois, pour empêcher ceux-ci de travailler, de vriller et donc de s'effondrer.
- travesaños, piezas de madera en forma de cruz colocadas entre dos niveles de la madera, para evitar a estos trabajar, torcerse y por lo tanto hundirse

Un puntal tiene máxima eficacia cuando su ángulo es de 45°. O en los campanarios octogonales, los puntales de la pirámide tienen un ángulo que puede ser mayor que 45°. Así los campanarios octogonales son más propensos a torcerse.

### Hundimiento
El campanario descansa sobre el puntal, y toda la ciencia del carpintero era saber repartir el peso de la cobertura sobre la mampostería o la torre de piedra que lo soportaba. El puntal reposaba en dos vigas transversales encastradas con arreglo a la técnica de media-madera. Estas dos vigas se apoyaban en la mampostería. Este empotramiento, con la eliminación de una parte del espesordel muro en cada una de las dos vigas, causaba un punto de fragilidad.
Estas podían por ello combarse bajo el peso, lo que ocasionaba el hundimiento de la carpintería, y el giro del campanario, ya que los lados eran entonces demasiados largos para el puntal, y se retorcían para compensarlo. Sin embargo, este giro se producía sólo cuando el peso de la cubierta era demasiado alto. Esto ocurría a veces cuando los techadores cambiaban la cobertura, ya que a veces se utilizaron materiales diferentes de los previstos inicialmente y de más peso. Esto probablemente sucediera en el campanario de  Chesterfield, cuyo techo de alerce, recubierto con láminas de plomo que pesa unas 50 toneladas, haría que la carpintería se hundiese girándose.

## Distribución en Europa

### Estadísticas

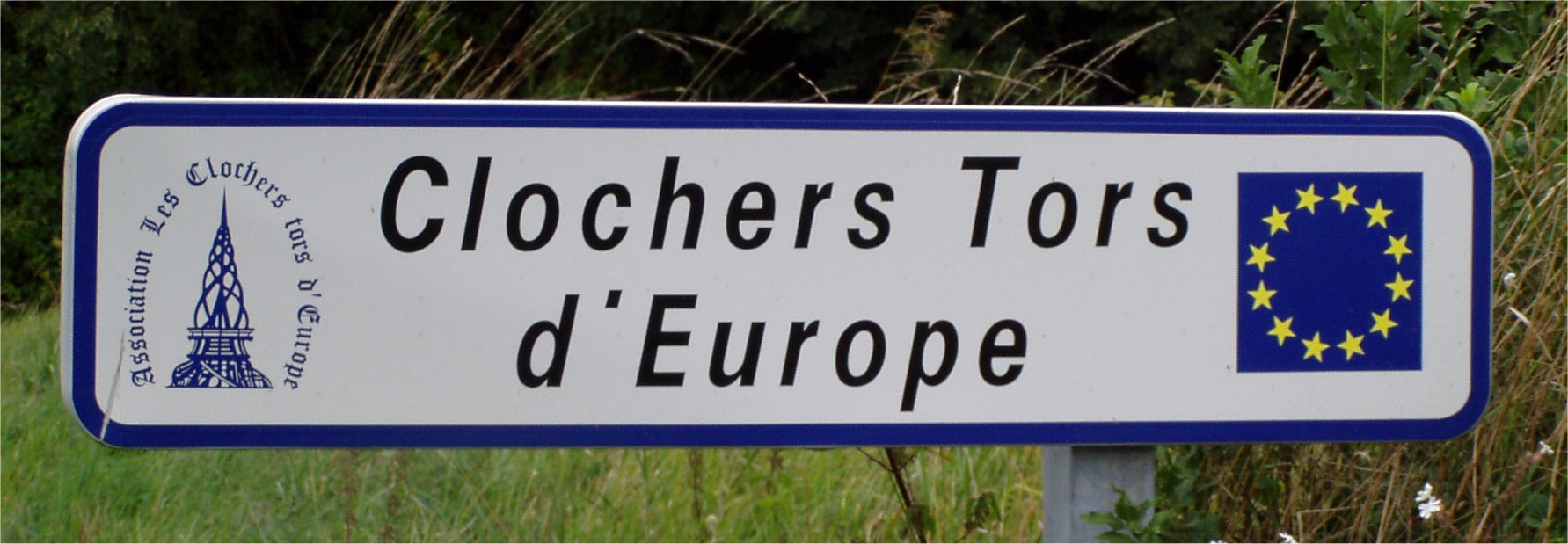
Indicador instalado en la entrada de un pueblo con un campanario retorcido.

Europa dispone de al menos un centenar de campanarios torcidos. Este número no es definitivo, y la «Association des clochers tors d'Europe» [Asociación de campanarios torcidos de Europa] descubre nuevos ejemplos cada año. En general, Europa tiene dos áreas principales en que hay concentraciones de campanarios torcidos: una en Francia, en el Baugeois, en el Anjou; la otra en Bélgica, alrededor de Herve en la provincia de Lieja. A nivel de país, se distribuyen de la siguiente manera:
- Francia: más de 65 campanarios
- Alemania: 22 campanarios
- Bélgica: 11 campanarios
- Austria: 7 campanarios
- Suiza: 4 campanarios
- Reino Unido: 3  campanarios
- Dinamarca: 2 campanarios
- Italia: 1 campanarios

Hay campanarios torcidos también  en Europa del Este, por ejemplo, en Rumania, pero no se enumeran de forma sistemática en este artículo.
Del centenar de campanarios torcidos que aparecen en una lista del año 2003, es posible decir que 31 son construcciones voluntarias y 50 accidentales; sobre el resto no hay acuerdo. La mayoría son campanarios piramidales, excepto los de Copenhague y de Roma, que son construcciones de piedra. Según sea su planta se dividen de la siguiente manera:
- campanarios  octogonales: 95 de 102;
- campanarios hexagonales: 3 (Dinéault, Échirolles y Nogent-sur-Vernisson);
- campanarios pentagonales: 1 (Nantes);
- pirámide cuadrada: 3 (Aubigny-sur-Nère, Niedermorschwihr, Orléans).

Los materiales de cobertura son en su mayoría de pizarra, pero también hay baldosas, tejas vitrificadas, tejas de madera, de metal (cobre, zinc y plomo).
El sentido de rotación difiere de un país a otro:
- en Austria y en Suiza, el 100 % de los campanarios giran de derecha a izquierda;
- en Allemania, el 63 %  giran también de derecha a izquierda;
- en Bélgica, el 75 % giran de izquierda a derecha;
- en Francia, el 78 % giran de izquierda a derecha.